# Bagga Bownz
Bagga Bownz is een Nederlandse band bestaande uit vijf muzikanten. Hun muziek is een combinatie van urban, metal (qua gitaren) en hiphop.

## Biografie
Mellow-C en Michiel van Eilbracht waren eerder actief in Clau-dya's, een deelnemer aan het Nationaal Songfestival 1996.
De band werd in 2002 opgericht in Den Haag. In 2008 zag hun debuutalbum Done With the Pain het levenslicht.
In 2009 nam de band voor het computerspel Assassin's Creed een remix op van Sancta Terra, oorspronkelijk opgenomen door de Nederlandse symfonische-metalband Epica. Deze track werd niet voor het spel gebruikt, maar verscheen wel op Epica's in datzelfde jaar verschenen Jägermeister Memory Stick.
Daarnaast bracht Bagga Bownz een single uit met als titel Lembut (Indonesisch voor "zacht"). Deze werd in 2010 opnieuw uitgebracht, maar dan in het Engels, onder de titel Velvet. Van deze single zag een radioversie, zonder de raps van bandlid L-Rock, pas het levenslicht in 2011. In datzelfde jaar bracht de band een remix uit van My Angel, oorspronkelijk door de Russische metalband Slot (Слот in het Russisch).
In 2012 kwam de single Addictive uit.
Sinds 2013 maakt Bagga Bownz niet actief platen meer; de band werkt vooral nog op projectbasis, zoals samen met Armin van Buuren op het album Intense. De muzikanten zijn elk ook hun eigen weg ingeslagen. Enkele bandmuzikanten gingen mee met Van Buuren tijdens de tournees Mirage en Intense.

## Bandleden
De band maakt niet actief platen meer, maar werkt nog wel op projectbasis, soms met oude (onderstaande) bandleden.
- Mellow-C (Claudia Soumeru) - zangeres
- L-Rock (Ricardo Leverock) - rapper
- Koen Herfst - drummer
- Eller van Buuren - gitarist
- Wong Jr. (Michiel Eilbracht) - bassist

## Discografie

### Studioalbums
- 2008: Done With the Pain

### Singles
- 2009: Lembut (Indonesische single)
- 2010: Velvet (Engelstalige/internationale versie van Lembut)
- 2012: Addictive